# Lorca (Navarre)
Pour les articles homonymes, voir Lorca.
Lorca en espagnol, ou Lorka en basque, est une localité ayant le statut de concejo située dans la commune de Valle de Yerri en Navarre, dans le Nord de l’Espagne.
Sa population était de 128 habitants en 2007.
Le Camino francés du Chemin de Saint-Jacques-de-Compostelle passe par cette localité.

## Histoire
Le nom de Lorca viendrait de l'arabe al-Aurque (la bataille) en raison de celle qu'y perdit en 920 Sanche Ier de Navarre, vaincu par le Musulman Abenlope.

## Culture et patrimoine

### Pèlerinage de Compostelle
Sur le Camino francés du Pèlerinage de Saint-Jacques-de-Compostelle, on vient de Cirauqui ; la prochaine étape est Villatuerta, son pont ogival sur le rio Iranzu, son église de la Asunción.
Dans le Guide du Pèlerin, Aimery Picaud ; il donne ce conseil : 

« [……] en un lieu-dit Lorca, vers l'est, coule un fleuve appelé le ruisseau salé ; là, garde-toi bien d'en approcher ta bouche ou d'y abreuver ton cheval, car ce fleuve donne la mort. Sur ses bords, tandis que nous allions à Saint-Jacques, nous trouvâmes deux Navarrais assis, aiguisant leurs couteaux : ils ont l'habitude d'enlever la peau des montures des pèlerins qui boivent cette eau et en meurent. A notre question ils répondirent de façon mensongère, disant que cette eau était bonne et potable ; nous en donnâmes donc à boire à nos chevaux et aussitôt deux d'entre eux moururent, que ces gens écorchèrent sur-le-champ. »

### Patrimoine religieux
L’église El Salvador,
C'est une église ogivale, très simple, avec un chevet roman du XIIe siècle et des adjonctions du XVIIe siècle : un retable Renaissance, le côté de l'épître dédié à saint Jacques.

### Patrimoine civil
En face de l'église, l'ancien hôpital et des maisons blasonnées.